# ジョニー・レデリンハイズ
ジョニー・レデリンハイズ（Johnny Redelinghuys、1984年2月7日 - ）は、ナミビアのラグビーユニオン選手。

## プロフィール
- ナミビア(当時は南アフリカ共和国)・ウィントフック出身[1]。
- ポジションはプロップ(PR)。
- 身長 180cm、体重 111kg
- ナミビア代表通算キャップ数は49でワールドカップ2007・2011・2015のナミビア代表に選ばれた[2]。

## 略歴
フリーステイト・チーターズ、ワンダラーズを経て、2011年、ウェルウィッチアスに加入。